# Entrenchment (fortyfikacja)

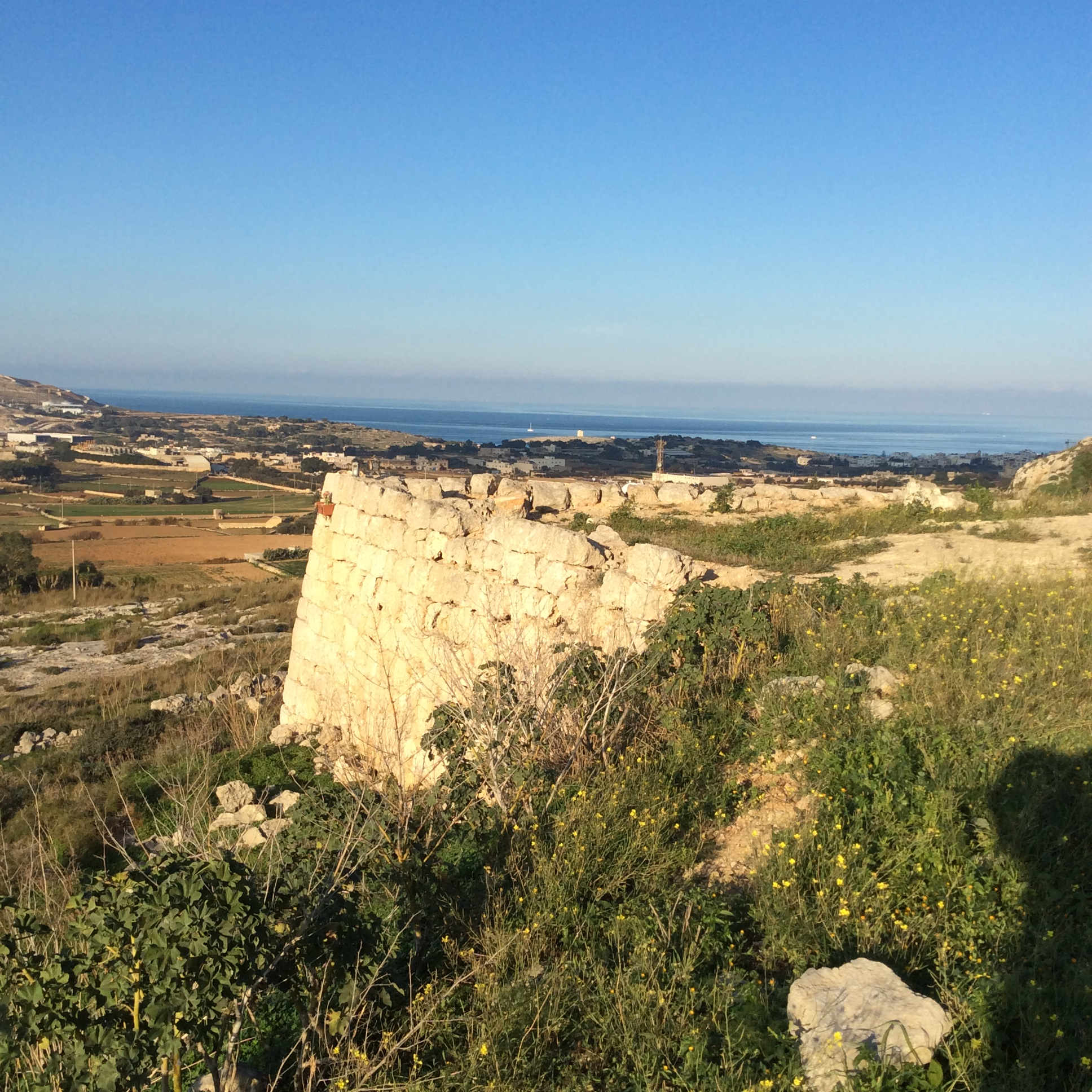
Redan w ciągu Naxxar Entrenchment, lądowej drugorzędnej linii obrony w Naxxar na Malcie

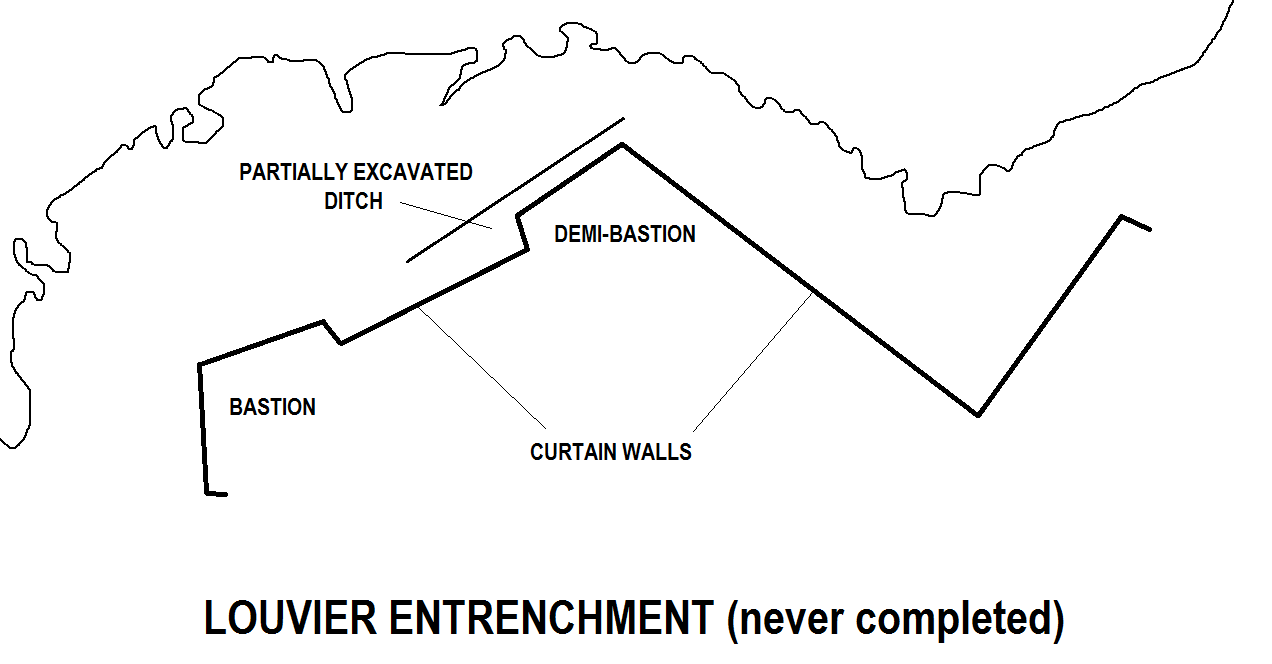
Mapa
Louvier Entrenchment, brzegowej linii obrony w gminie Mellieħa, na Malcie

W fortyfikacji określenie entrenchment (wł. trincieramento, malt. trunċiera) może odnosić się do każdej drugorzędnej linii obrony wewnątrz większej fortyfikacji (znanej lepiej jako śródszaniec) lub do centrum obronnego zaprojektowanego do zapewnienia ochrony dla piechoty, posiadającego układ podobny do murów miejskich, lecz w mniejszej skali. To ostatnie najczęściej składa się z kurtyn i bastionów lub redanów i czasem było chronione przez suchą fosę.
W XVIII wieku Zakon Maltański zbudował kilka brzegowych oraz wewnątrzlądowych entrenchments jako część fortyfikacji Malty. Następne linie obrony zostały zbudowane na Malcie przez powstańców podczas blokady z lat 1798–1800 w celu zapobiegania francuskim kontratakom.